# У Кини једу псе
У Кини једу псе (дан. I Kina spiser de hunde), данска је криминалистичко акциона филмска комедија из 1999. године, коју је режирао Ласе Спанг Олсен, а написао Андерс Томас Јенсен. У њему глуме Дејан Чукић, Ким Боднија, Николај Ли Кос и Славко Лабовић.

## Радња
Девојка је оставила Арвида (Дејан Чукић), благајника у банци, јер је превише досадан и незаинтересован. У нади да ће унети мало узбуђења у свој живот, Арвид на сопствено изненађење, помаже у заустављању пљачке банке. Жена неуспелог пљачкаша банке проналази Арвида и говори му да је њен муж пљачкао банку, само да би могао да плати медицинске третмане, како би могли да имају дете, вантелесном оплодњом. Наслов је референца на аксиом који му Арвидов брат каже: „У Кини једу псе“; што га чини да схвати да не постоји нешто као морални апсолутизам, а да ли је нешто исправно или погрешно зависи од ситуације. Због овог открића, он почиње да саосећа са пљачкашем банке. Замишљајући да може помоћи пару и одједном се показати као опасан одметник, Арвид планира пљачку сопствене банке, уз помоћ свог брата Харалда (Ким Боднија) и неких других криминалаца.

## Улоге
| Глумац             | Улога         |
| ------------------ | ------------- |
| Дејан Чукић        | Арвид         |
| Ким Боднија        | Харалд        |
| Николај Ли Кос     | Мартин        |
| Томас Вилум Јенсен | Петер         |
| Петер Ганцлер      | Франц         |
| Трине Дирхолм      | Хане          |
| Брајан Патерсон    | Вук           |
| Славко Лабовић     | Ратко         |
| Лине Крузе         | Астрид        |
| Јеспер Кристенсен  | бармен        |
| Пребен Харис       | Ерлинг, лекар |

## Наставак
Године 2002. објављен је преднаставак под називом У Кини једу псе 2 или Старци у новим аутомобилима. Поново га је режирао Ласе Спанг Олсен, а Ким Боднија је поновио своју улогу Харалда, као и Славко Лабовић. 